# 크게 휘두르며
《크게 휘두르며》(일본어: おおきく振りかぶって 오키쿠후리카붓테[*])는 히구치 아사가 일본 고단샤의 만화 월간지 《월간 애프터눈》에서 연재중인 작품이다. 대한민국에서는 학산문화사에서 《크게 휘두르며》라는 제목으로 2015년 4월 현재 24권까지 출판하였다. 또한 이 작품을 원작으로 한 TV 애니메이션이 2007년 4월부터 TBS와 MBS 등에서 6개월간 방영되었으며, 한국어 더빙판은 2008년 4월 15일 애니맥스를 통해 첫 방송되어 이후 지속적으로 재방영되고 있다.
2006년 제10회 데즈카 오사무 문화상 〈신인상〉과, 2007년 제31회 고단샤 만화상 일반 부문에서 상을 받았고, 문화청 미디어 예술제 10주년 기념 기획 〈일본 미디어 예술 100선〉 만화 부문에 뽑혔다.

## 개요
공립 고등학교에 새로 생긴 야구부를 무대로 한, '고시엔'을 목표로 하는 주인공들의 성장을 그리는 야구 만화이다.
총 인원 10명에, 전부 1학년생인 무명의 야구부가 '고시엔'을 목표로 한다는 고교야구 만화의 왕도를 따르는 줄거리지만, 참신한 표현 방법으로 〈완전히 새로운 형식의 야구 만화〉, 〈'나올 만큼 나왔다'고 생각하고 있던 야구 만화에 새 바람을 일으킨 작품〉이라는 평가를 얻고 있다.
주인공인 투수의 '심약하다 못해 비굴한' 성격이라든가, '멘탈 트레이닝' 같은 스포츠 심리학에 초점을 맞추고 있다든가, 상대편을 포함한 각 선수들의 감정의 기복같은 심리적인 면에 비중을 두어 섬세한 심리 묘사를 볼 수 있다든가, 학부모, 가정, 응원단의 묘사나 고등학교의 클럽 활동으로서의 일상 묘사에도 경기장면만큼이나 많은 페이지에 걸쳐 그려져 있다는 것이 이 작품의 특징이다.
경기 전개에 있어서는, 공 하나 하나마다 치밀하게 펼쳐지는 심리전이 전개된다. 중요한 경기에서 중간 이닝을 생략한다든가 하는 일은 거의 없고, 대부분의 타석의 결과가 나와 있으며, 볼 배합 등도 비교적 자세하게 나와 있다.
단행본 틈틈이에 야구 규칙 해설이나 실제 고교 야구에 관한 취재를 하지 않으면 알기 힘든 에피소드도 나와 있어 고교 야구에 관심이 없는 독자도 쉽게 즐길 수 있어서, 남녀노소를 가리지 않고 연령 성별을 묻지 않는 넓은 층에 인기가 있다.
사이타마현립 니시우라 고교는 , 작가 히구치 아사의 출신 학교인 사이타마현립 우라와니시고등학교 가 모델로, 작중에 등장하는 전철역이나 야구장 등은 거의 현실의 것에 근거하고 있다. 연식 야구부로부터 경식 야구부로 바뀐 것이나, 그라운드의 풍경등도 실물에 꽤 가깝게 재현되었다. 작가 자신도 자주 모교의 야구부를 방문해 야구부 활동을 취재하고 있다.

## 줄거리
주인공인 미하시 렌(三橋廉)은 중학교 시절, 할아버지가 운영하는 군마의 미호시 학원 야구부에서 에이스 투수로 활약했지만, 팀 동료들은 '〈편애〉(할아버지의 권력) 로 에이스를 달고 있다'고 생각했다. 한편 미호시 학원 야구부에는 뛰어난 구속을 가졌고 포크볼을 잘 던지는 미하시의 소꿉친구인 '카노우 슈고(叶 修悟)'가 대타투수로 있었다. 미하시와 배터리를 이루는 하타케 아츠시(畠 篤史)는 미하시보다 카노우를 더 뛰어난 투수로 생각하고 미하시에게 마운드를 양보할 것을 직.간접적으로 요구한다.
미하시는 그러나 이 만화 설정 상 투구중독자 수준으로 공 던지는 것을 좋아한다. 더구나 팀원들에게 은근한 따돌림을 받는 상황에 마운드마저 양보해 버리면 자신의 존재는 정말로 없어져 버린다고 생각해서인지 필사적으로 마운드를 지킨다. 이 보잘것없고 힘없는 미하시의 반항에 하타케는 이제 노골적으로 미하시를 이지메하기 시작한다. 하타케의 주동으로 미호시 중학교 야구부 팀원 전체가 미하시를 마치 없는사람처럼 개무시하기 시작한다. 하타케는 포수이면서도 투수인 미하시에게 사인을 보내지도 않고, 던지는 공도 일부러 대충 잡고, 야수들은 수비 플레이를 하지 않는다. 이 때문에 미호시 중학교 야구부는 3년 동안 야구 경기에서 단 한번도 승리하지 못했고, 잔인하고 포악한 팀원들 때문에 결국 미하시는 자신감도 자존감도 잃어버린다. 급기야 미하시는 대인기피증으로 의심될 만한 행동을 하기 시작, 말을 심하게 더듬고 누가 큰 소리만 내도 깜짝 놀라며 주저앉아 우는 등 도저히 정상적인 생활이 불가능할 지경으로 심신이 만신창이가 되어버렸다. 미하시는 야구를 그만 두고 미호시 학원에서 고교진학하는 것을 포기, 인근 사이타마에 있는 니시우라 고등학교로 진학한다.
니시우라 고교는 연식에서 경식으로 바꾼 지 첫 해가 되는 야구부가 있었다. 중학교 때의 충격으로 미하시는 야구를 할 생각이 없었지만 그래도 구경만 할 생각으로 야구장에 갔다가 젊은 여감독 모모에 마리아에게 거의 반강제적으로 끌려가 입부를 하게 된다. 하지만 부원은 고작 1학년 10명 뿐, 인원수가 적은 야구부에서 유일한 투수인 미하시는 과거 어두운 기억 때문에 투수 포지션에 잠깐 망설였지만, 앞으로 이 팀에서 배터리 포수가 될 '아베 타카야(阿部 隆也)'의 권유로 몇 번의 캐치볼을 하게 되고, 아베는 미하시의 직구가 뭔가 특별하다는 것을 눈치챈다. 그리고 갓 들어왔지만 감독이 여자라는 이유로 곧바로 야구부를 나가려 하는 '하나이 아즈사(花井 梓)'를 도발하여 3타석 승부를 제안하고, 미하시는 여기서 아베와 사인을 맞춘다. 미하시는 이길 자신이 없었지만, 아베의 '내가 널 진짜 에이스로 만들어 주겠다.'는 말에 용기를 얻어 플레이 끝에 하나이에게 완승을 거둔다.
아베는 미하시가 프로도 하지 못하는 9분할 스트라이크 존을 다룬다는 것을 알게 되고 남들과 차이가 있는 미하시의 직구가 무기가 될 것이라 말하며 미하시에게 자신감을 심어준다.
여기까지가 애니메이션 1화까지의 이야기(정발본 1권 중간까지)이다. 고교 야구부에 대한 만화지만, 경기 자체보다는 선수 하나하나의 심리를 다루는 것에 초점을 맞추고 있다.
고시엔을 목표로 하며 열심히 연습과 경기를 하는 야구부원들, 여러 가지 문제를 안고 있으면서도, 인간으로서, 또한 야구부로서의 성장을 다뤄 나간다.
- 아래 내용은 미하시가 고교 진학 후 첫 연습경기로 과거 속해있던 미호시 학원과의 경기를 가진 것에 대한 줄거리이다.

이후 미하시가 도망치듯 떠난 미호시 학원과 첫 연습경기를 가지고, 과거 자신에 대한 조직적 따돌림을 주동했던 하타케와 조우한다. 하타케는 여전히 미하시가 야구를 한다는 그 사실 자체에 분개해 하며 미하시의 팔을 부러뜨릴 듯이 무력을 동원한 겁박을 시연한다. 그러나 그것은 때마침 나타난 아베에 의해 무산된다. 아베는 여기서 미하시가 그 동안 얼마나 견디기 힘들었는지, 또 얼마나 피나는 투구 연습을 해 왔는지 알게 되어 포수로서 미하시에게 뭔가를 해 주고 싶다는 마음을 가지게 된다. 아베는 이 경기에서 반드시 이겨야만 미하시가 과거 팀에 대한 미련을 끊고 앞으로 나아갈 수 있다는 생각 때문에 아베는 다른 팀원들에게 연습경기이지만 진지하게 임해 줄 것을 당부한다.
한편, 미하시가 떠난 미호시 고교팀의 투수는 하타케가 원했던 대로 미하시의 소꿉친구 카노우가 맡고 있다. 하지만 카노우는 과거 중학 시절 유일하게 미하시가 뛰어난 투수임을 알고 있던 팀원이었다. 오히려 미하시가 자신의 앞에 있어 든든함을 느꼈었다. 카노우는 미하시를 무시하며 대충 경기하는 팀원들에게 항상 불만을 품고 있었다.
미호시와 니시우라의 연습시합에서 아베의 뛰어난 볼 배합 덕에 미하시가 완벽한 시합을 이끌어 나가자 이에 미호시 고교는 점차 분열이 일어나고 자멸할 조짐을 보인다. 카노우는 팀원들에게 '너희들이 못했기 때문에 중학교 시절 우리가 졌던 것이다. 미하시는 좋은 투수였다.' 고 울분을 토한다. 하타케는 카노우의 거친 말에 상처를 받지만, 4번타자 오다의 중재로 마무리짓는다.
이 와중에 미하시는 과거 있던 미호시 팀에 대한 미련을 계속해서 무의식중에 나타낸다. 오랜 친구 카노우가 체력적으로 흔들리자 걱정을 하기 시작하고, 낯익은 옛 동료들의 모습과 자신이 펼치는 지금의 플레이를 겹쳐 생각하며 과거 팀으로 돌아가고 싶어하는 모습을 계속 보인다. 그것을 눈치 챈 아베는 기껏 얻은 뛰어난 투수(미하시)를 결코 놓치고 싶지 않다는 생각으로 완벽한 승리를 거둬 미하시의 그런 미련을 없애겠다고 다짐한다. 그러나 퍼펙트 게임을 이끌어가던 니시우라는 좌익수 '미즈타니 후미키(水谷 文貴)'의 초보적인 실수로 퍼펙트가 날아가 버렸고(아베에게 심하게 욕을 먹었다. '쿠소레후토:망할레프트'), 이에 무리해서 아웃을 잡으려던 아베의 사인 때문에 4번타자 오다의 3루타와 하타케의 투런 홈런을 연속으로 맞으며(하타케는 미하시가 직구를 던질 때의 버릇을 보고 홈런을 때렸다. 나쁜놈.) 결국 3-2로 역전을 당한 채 끌려가기 시작한다. 미하시는 '이 모든 것이 자신이 공을 못 던지기 때문'이라는 생각에 벤치로 돌아가지도 못한다. 여전히 소심하고 자신감이 없는 성격을 가진 미하시다. 아베는 아베대로 이런 모습을 보면서 미하시가 현재 니시우라 팀의 플레이에 만족하지 못하고 미호시 고교로 돌아가고 싶어하진 않을까 전전긍긍한다.
그러나 역시 주인공 팀 답게 다시 힘을 내서 전세를 역전해 결국 경기는 4-3으로 니시우라 고교의 승리로 끝난다. 마지막 이닝 니시우라의 수비 때는 타석에 들어서는 미하시의 옛 동료들은 하나같이 '미하시 따위' 에게 지고 싶지 않다는 독백을 한다. 여전히 정신 못차린 못된 놈들이다. 미하시는 이 경기를 끝으로 니시우라의 진짜 에이스가 될 수 있을지 모른다는 자신감을 갖게 된다.
경기가 끝나고 돌아가려는 니시우라 팀 앞에 갑자기 나타는 미호시 고교의 선수들. 미하시는 당황해하며 도망가려 하지만 아베가 붙잡아 앞에 데려다 놓고, 미호시 고교 선수들은 옛 동료에 대해 자신들이 행한 일을 고개숙여 사과한다. 특히 하타케는 "내가 너의 중학 시절을 망치고 말았다." 고 하며, "잘못을 만회할 기회를 달라. 돌아와 달라." 고 한다. 이 말에 니시우라 팀은 당황해 하지만, 미치지 않고서야 저런 지옥으로 돌아갈 일은 없을 것이다. 미하시는 작지만 확실하게 "돌아가지 않겠다" 고 말하자, 이에 카노우가 심하게 동요한다. 착한 미하시는 언제나 이런 식으로 야구를 하고 싶었다고 말한다. 과거 자신과 함께했던 동료들과 야구 경기하길 잘 했다고 털어놓으며, 기회가 되면 또 시합하자고 말한다. 카노우는 미하시의 빈자리에 쓸쓸함을 느끼며 아쉬워하지만 어쩔 수 없이 이제 다른 팀의 에이스가 된 미하시와 작별한다. 미하시가 과거 팀의 미련 때문에 혹여나 돌아갈까 봐 남몰래 속을 끓이던 아베도 이에 안심하게 되었고, 연습시합이 끝난 날 저녁무렵 이 경기 때문에 며칠 간 불면증에 시달린 미하시가 쓰러지듯 잠이 든 모습을 보면서 아베는 '앞으로 3년간 네게 모든 것을 다하겠다'는 다짐을 한다. (이상 애니메이션 7화까지의 내용)
- 여기서부턴 아베의 과거에 대한 간략한 이야기이다.

한편 아베에게도 미하시만큼은 아니지만 상처받은 과거의 기억이 있다. 애니메이션 1화에서 하나이와의 3타석 승부 때 미하시에게 "나는 내 사인에 고개를 젓는 투수가 싫다." 고 말한 부분에서 복선을 떠올려 보자. 그것은 중학교 시절 시니어 팀에서의 경험 때문이었다.(일본에선 중학교 야구부는 연식야구를 한다. 하지만 고등학교 때부터 쓰는 경식야구를 익히기 위해 각 지역마다 시니어 팀을 운영한다.)
크게 휘두르며 작품 전체에서 가장 히로인다운 캐릭터, '하루나 모토키(榛名 元希)'라는 인물이 여기서 등장한다. 하루나는 현재 고2로, 미하시나 아베보다 한 살이 더 많다. 하루나는 만화에서 현재 무사시노 제1고교 야구부의 에이스 투수로 있다. 체격이며 풍모는 그야말로 진짜 주인공이 아닐까 싶을 정도의 모습이며, 특히 고등학생으로는 어울리지 않을 정도로 엄청나게 빠른 공을 던진다. 다만, '노콘'이라는 별명답게 하루나의 컨트롤은 영 아니올시다이다. (노콘=노 컨트롤) 뒤로 갈수록 나아지지만, 등장하는 초반부 모습은 성격도 더럽다.
아베는 바로 이 하루나와 배터리를 맞추었던 시니어 시절이 있었다. 아직 여기까지 전개에선 알 수 없지만, 뒤에 나오는 설명을 소개하자면, 하루나는 중학교 야구부에서 부상을 당했었다.(하루나는 이것에 대해 자신의 능력이 뛰어난 것을 알고 감독이 너무 뺑이를 돌렸기 때문이다- 라고 얘기를 한다.) 그 때문에 트라우마가 생겨 그 시절 성격이 굉장히 나빠졌고, 마침 그 때 시니어 팀에서 아베와 만난 것이다. 하루나는 자기 관리가 히스테리할 정도로 철저하며, 선발로 나오지 않고 무조건 중간계투로 나와 딱 80구만 던지고 내려온다. 심지어 그 80구 던진 결과가 만루인 상황이건 뭐건 상관없이 말이다. 게다가 "투수에겐 고개를 저을 권리가 있다"는 말을 하며, 아베의 사인을 철저히 무시한다. 뿐만 아니라, 빠른 공을 던질 수 있으면서도 자신이 내키지 않을 땐 전력투구도 하지 않는다. 시니어 시절 마지막 대회였던 관동대회 16강에서 팀의 패색이 짙어지자 아베는 거의 울먹이면서 하루나에게 '제발 전력투구를 해달라, 그 공을 보고 상대방이 위압감을 느끼게 해 달라.' 고 하지만 하루나는 '어차피 진 경기나 다름없는데 무리하기 싫다.' 며 냉정하게 그 말을 무시해 버린다. 그렇게 그 대회는 패배로 끝이 난다. 아베는 여기서 큰 상처를 받고 하루나에게 '너는 최악의 투수이다.'라는 말을 해버린다. 아베는 하루나가 진학한 무사시노 제1고교를 버리고 거의 무명에 가까웠던 니시우라를 선택한 것이다. 한마디로, 주인공 미하시와 하루나는 극과 극을 달리는 정 반대의 인물이다.
그랬기 때문에 아베는 미하시에게 '내 말대로만 해라. 다른 짓은 생각도 말라.'는 태도를 보이게 되었다. 어차피 미하시는 중학교 시절엔 사인조차 받지 못한 왕따였기 때문에 바라던 바였다. 그래서 처음 몇 경기는 아주 잘 흘러간다. 그러나 끝내 그 부작용이 대참사를 불러오게 되는데, 고교야구선수권 여름대회 16강에서 만난 비죠다이사야마 고교는 미하시와 아베의 이런 비대칭적인 관계를 간파하고 자신들이 해 온 방식과 정 반대로 공을 공략한다. 원래 철저한 데이터에 근거를 둔 아베의 전략은 이 노림수 앞에 1회부터 무너졌고, 분투했지만 결국 니시우라의 첫 공식전 패배라는 결과를 불러온다.
이 경기 때문에 아베는 투수를 자신의 생각에 묶어둔 행동이 잘못되었단 것을 깨달았고, 미하시 또한 '내가 할 일을 전부 다 아베에게 떠넘길 순 없다.' 고 자신을 반성한다. 비록 패배한 경기이지만 이런 식으로 두 사람은 또 한번 성장을 하게 된다.
뒤에 나오는 이야기지만, 이 여름 대회에서 니시우라는 16강에서 고배를 마시고 탈락하지만 하루나의 무사시노고교는 4강까지 올라간다. 하루나는 그 나름대로의 성장을 통해 4강전에서 80구를 넘긴 투구수를 보여주며 호투하지만 결국 무사시노제1고교는 탈락하고 만다. 이 경기를 니시우라 팀은 경기장에서 관람하였다. 경기가 끝나고 미하시의 제안으로 아베는 미하시와 같이 하루나를 만나러 간다. 여기서 마음에 담고 담아 온 과거 이야기를 쏟아낸다. 시니어 시절 하루나의 잘못된 행동과, 그로 인해 상처를 받은 당시의 멤버들에 대해 하루나는 아베에게 사과한다.
다만 작품의 캐릭터중 유일하게 미하시의 성향을 보면 정신 감정학적으로 문제가 많은 캐릭터로 보인다. 극중초반 자신의 포지션인 투수의 영역의 침범에 예민함을 보이는등 다분히 여러성향이 한 사람의 성향이라 보기 어려울정도로 많다.
미하시의 산만함, 타인의 의존적 자세, 또래에 비해 떨어지는 행동등은 작중 캐릭터로는
미하시가 유일하다.
이는 작가가 여성인점과 상관되기도 하고 또한 작가가 심리학과 전공이력있어 주인공의 심리성향을 일부로 다중적 성향을 표현코자 한것일수도 있다.
하지만 주인공의 동성애적 성향및 다중적 성향 표현이 작가의 의도인지 또는 여성, 청소년 독자의 구독율을 의식한건지는
판단하기 어려우나 주인공 미하시의 성장과 팀 동료의 성장 드라마로 보가에 주인공의 행동과 생각을 구독자및 시청자의
주의가 필요하다고 판단된다.

## 기본의 기본!
기본의 기본!(基本のキホン!)은 월간 애프터눈 2003년 6월호에 실린 단편 작품이다. 나중에 단행본 3권의 뒷부분에 실렸다.
무대는 미하시가 니시우라 고등학교에 입학하기 1년 전의 무사시노 제1 고등학교이며, 가구야마가 주인공이다.
투수로서 부진한 가구야마의 고뇌, 하루나의 부상에 관한 이야기 등이 실렸다.
잡지 연재 당시에는 이 작품의 무대인 고등학교는 우라니시고등학교(浦西高校)였지만, 단행본에는 학교명이 무사시노 제1고등학교로 변경되었다.
이 이야기를 다룬 애니메이션이 DVD 제9권에 제26화로 실렸다.

## 애니메이션

### 개요
2007년 4월부터 9월까지 TBS와 MBS에서 방송되었다. TBS에서 방송한 최초의 심야 애니메이션이다. 애니메이션의 효과음은 실제 니시우라 고등학교에 방문하여, 야구부가 연습하는 소리를 사용하였다. 실제 니시우라 고등학교의 풍경과 학교 안내 표지를 재현해서, 실제로 학교에 문의가 오는 등, 학교 PR에 한몫했다. 원작의 단행본 8권까지 이야기를 그리고있다. 그리고 단행본 13권을 통해 애니메이션 2기 제작이 발표되었다. TBS, MBS에서 크게 휘두르며 ~ 여름대회편 ~이라는 이름으로 2010년 4월 1일에 방송되었다.

### 스탭
- 원작: 히구치 아사 (ひぐちアサ)
- 감독: 미즈시마 츠토무 (水島努)
- 각본: 쿠로다 요스케 (黒田洋介)
- 캐릭터 디자인 및 최고 감독: 타카히코 요시다
- 애니메이션 감독: 주니치로 타니구치
- 액세서리 디자인: 타쿠야 스즈키
- 미술 감독: 유키히로 시부야
- 채색 감독: 미유키 사토
- 사진 감독: 에이 로헤이
- 편집: 시게루 니시야마
- 음향 감독: 히로미 키쿠다
- 믹서: 리요 야마다 (음향 팀)
- 효과음: 토모자쿠 미츠이 (사운드 박스)
- 음악: 하마구치 시로 (浜口史郎), 아키후미 타다
- 배급: A-1 Pictures

### 주제가

#### 1기
여는 곡
- 첫 번째 (1화~13화) : '드라마틱'(일본어: ドラマチック)

노래 : 베이스 볼 베어 / 작사·작곡: 고이데 유스케 / 편곡: Base Ball Bear
- 두 번째 (14화~26화) : '청춘라인'(일본어: 青春ライン)

노래 : 이키모노가카리 / 작사·작곡: 미즈노 요시키 / 편곡 : 江口亮
닫는 곡
- 첫 번째 (1화~13화) : '송사리가 본 무지개'(일본어: メダカが見た虹)

노래 : 다카다 고즈에 / 작사·작곡: 다카다 고즈에 / 편곡: TOMI YO
- 두 번째 (14화~26화) : '고마워요'(일본어: ありがとう)

노래 : SunSet Swish / 작사·작곡: 이시다 슌조 / 편곡: 스즈키Daichi히데유키

#### 2기
여는 곡
- 첫 번째 : '여름 하늘'(일본어: 夏空)

노래 : Galileo Galilei
닫는 곡
- 첫 번째 : '사상전차'(일본어: 思想電車)

노래 : Tulle

### 방영 목록
| 방영 화수         | 제목 (일본어, 풀이) | 제목 (일본어, 풀이)    | 한국어판 제목    | 수록된 권     | 수록된 DVD |     |     |
| 1기               | 1기                 | 1기                    | 1기              | 1기           | 1기        | 1기 | 1기 |
| ----------------- | ------------------- | ---------------------- | ---------------- | ------------- | ---------- | --- | --- |
| 제1화             | ホントのエース      | 진짜 에이스            | 진정한 에이스    | 1권           | 1권        |     |     |
| 제2화             | キャッチャーの役割  | 캐쳐(포수)의 역할      | 포수의 역할      | 1권           | 1권        |     |     |
| 제3화             | 練習試合            | 연습시합               | 연습 경기        | 1권           | 2권        |     |     |
| 제4화             | プレイ              | 플레이                 | 플레이           | 1권           | 2권        |     |     |
| 제5화             | 手を抜くな          | 대충 하지 마           | 제대로 해!       | 2권           | 2권        |     |     |
| 제6화             | 投手の条件          | 투수의 조건            | 투수의 조건      | 2권           | 3권        |     |     |
| 제7화             | 野球したい          | 야구하고 싶어          | 야구가 하고 싶어 | 2권           | 3권        |     |     |
| 제8화             | スゴイ投手?         | 대단한 투수?           | 굉장한 투수?     | 2권 3권       | 3권        |     |     |
| 제9화             | 過去                | 과거                   | 과거             | 3권           | 4권        |     |     |
| 제10화            | ちゃくちゃくと      | 착착(일이 잘 되어가는) | 하나씩 하나씩    | 3권 4권       | 4권        |     |     |
| 제11화            | 夏がはじまる        | 여름이 시작되다        | 여름 시작이다!   | 4권           | 4권        |     |     |
| 제12화            | 応援団              | 응원단                 | 응원단           | 4권           | 5권        |     |     |
| 제13화            | 夏大開始            | 여름대회 개시          | 하계 대회의 시작 | 4권           | 5권        |     |     |
| 제14화            | 挑め!               | 도전                   | 도전             | 5권           | 5권        |     |     |
| 제15화            | 先取点              | 선취점                 | 선취점           | 5권           | 6권        |     |     |
| 제16화            | あなどるな          | 깔보지마               | 얕보지 마        | 5권 6권       | 6권        |     |     |
| 제17화            | サードランナー      | 3루 주자(3rd 런너)     | 3루 주자         | 6권           | 6권        |     |     |
| 제18화            | 追加点              | 추가점                 | 추가점           | 6권           | 7권        |     |     |
| 제19화            | 桐青の実力          | 동청(토우세이)의 실력  | 토세이의 실력    | 6권           | 7권        |     |     |
| 제20화            | 逆転                | 역전                   | 역전             | 6권 7권       | 7권        |     |     |
| 제21화            | もう一点            | 한점 더                | 한 점 더!        | 7권           | 8권        |     |     |
| 제22화            | 防げ!               | 막아!                  | 막아야 해!       | 7권           | 8권        |     |     |
| 제23화            | ゲンミツに          | 엄밀히                 | 엄밀하게!        | 8권           | 8권        |     |     |
| 제24화            | 決着                | 결말                   | 결말             | 8권           | 9권        |     |     |
| 제25화            | ひとつ勝って        | 하나 이기고            | 첫 승을 하고     | 8권           | 9권        |     |     |
| 제26화 (미방영)   | 基本のキホン!       | 기본의 기본!           | 기본 중의 기본   | 3권 (p. 169~) | 9권        |     |     |
| 2기 (여름대회편)  |                     |                        |                  |               |            |     |     |
| 제1화             | 次は?               | 다음은?                | 새로운 적수      | 9권           | 1권        |     |     |
| 제2화             | 崎玉                | 사키타마               | 아베의 작전      | 9권           | 1권        |     |     |
| 제3화             | 3回戦               | 3회전                  | 대망의 3회전     | 9권 10권      | 2권        |     |     |
| 제4화             | 野球シンドイ        | 야구 힘들어            | 야구는 어려워    | 10권          | 2권        |     |     |
| 제5화             | 野球やりたい        | 야구 하고싶어          | 야구를 하고 싶어 | 10권          | 3권        |     |     |
| 제6화             | 大事                | 대사(큰 일)            | 중요한 것        | 11권          | 3권        |     |     |
| 제7화             | ゆるやかな変化      | 완만한 변화            | 느린 변화        | 11권          | 4권        |     |     |
| 제8화             | 5回戦               | 5회전                  | 5회전            | 11권 12권     | 4권        |     |     |
| 제9화             | 研究されてる        | 연구당하다             |                  | 12권 13권     | 5권        |     |     |
| 제10화            | 5回裏、2対5         | 5회전, 2:5             |                  | 13권          | 5권        |     |     |
| 제11화            | エースだから        | 에이스니까             |                  | 13권 14권     | 6권        |     |     |
| 제12화            | 9回                 | 9회                    |                  | 14권          | 6권        |     |     |
| 제12.5화 (미방영) | 目標                | 목표                   |                  | 14권 15권     | 7권        |     |     |
| 제13화            | また始まる          | 다시 시작              |                  | 15권          | 7권        |     |     |

### 방송 정보[3]

#### 1기
| 방송 지역     | 방송국              | 방송 기간                   | 방송 시간                                     | 비고               |
| ------------- | ------------------- | --------------------------- | --------------------------------------------- | ------------------ |
| 간토 지방     | 도쿄 방송 (TBS)     | 2007년 4월 12일 - 9월 27일  | 목요일 25시 25분 - 25시 55분                  | 공동 제작          |
| 간사이 지방   | 마이니치 방송 (MBS) | 2007년 4월 14일 - 10월 20일 | 토요일 17시 30분 - 18시 00분                  | 공동 제작          |
| 주쿄 지방     | 주부닛폰 방송 (CBC) | 2007년 4월 18일 - 10월 3일  | 수요일 26시 15분 - 26시 45분                  |                    |
| 홋카이도 지방 | 홋카이도 방송 (HBC) | 2007년 4월 21일 - 10월 6일  | 토요일 26시 10분 - 26시 40분                  |                    |
| 후쿠오카현    | RKB 마이니치 방송   | 2007년 4월 21일 - 10월 6일  | 토요일 26시 45분 - 27시 15분                  |                    |
| 이시카와현    | 호쿠리쿠 방송 (MRO) | 2008년 7월 25일 - 8월 29일  | 월요일 - 금요일 9시 55분 - 10시 23분          | 여름방학 집중 방영 |
| 전국방송      | BS-TBS              | 2007년 4월 26일 - 10월 11일 | 목요일 24시 30분 - 25시 00분                  |                    |
| 전국방송      | 애니맥스            | 2007년 5월 11일 - 10월 19일 | 금요일 22시 00분 - 22시 30분 (반복 방송 있음) | CS 방송            |
| 전국방송      | TBS 채널            | 2010년 1월 8일 - 4월 16일   | 금요일 22시 00분 - 23시 00분                  | CS 방송            |

#### 2기
| 방송 지역   | 방송국              | 방송 기간         | 방송 시간                    | 비고      |
| ----------- | ------------------- | ----------------- | ---------------------------- | --------- |
| 간토 지방   | 도쿄 방송 (TBS)     | 2010년 4월 1일 -  | 목요일 25시 25분 - 25시 55분 | 공동 제작 |
| 간사이 지방 | 마이니치 방송 (MBS) | 2010년 4월 1일 -  | 목요일 25시 50분 - 26시 20분 | 공동 제작 |
| 주쿄 지방   | 주부닛폰 방송 (CBC) | 2010년 4월 8일 -  | 목요일 26시 00분 - 26시 30분 |           |
| 전국방송    | BS-TBS              | 2010년 4월 24일 - | 토요일 24시 30분 - 25시 00분 |           |

## 단행본

### 일본
- 퍼냄: 고단샤

1. 2004년 3월 23일
2. 2004년 8월 23일
3. 2005년 1월 21일
4. 2005년 7월 22일
5. 2005년 11월 22일
6. 2006년 3월 25일
7. 2007년 1월 13일
8. 2007년 5월 23일
9. 2007년 12월 21일
10. 2008년 5월 23일
11. 2008년 10월 23일
12. 2009년 6월 23일
13. 2009년 12월 22일
14. 2010년 4월 23일
15. 2010년 6월 23일
16. 2011년 3월 23일
17. 2011년 9월 23일
18. 2011년 11월 22일
19. 2012년 6월 22일
20. 2012년 10월 23일
21. 2013년 4월 23일
22. 2013년 11월 22일 (예정)

### 대한민국
- 옮긴이: 설은미
- 퍼냄: 학산문화사

1. 2004년 10월 30일 (ISBN 978-89-529-6008-5)
2. 2004년 11월 19일 (ISBN 978-89-529-6103-7)
3. 2005년 2월 26일 (ISBN 978-89-529-6609-4)
4. 2005년 9월 9일 (ISBN 978-89-529-7382-5)
5. 2005년 12월 28일 (ISBN 978-89-529-7911-7)
6. 2006년 5월 3일 (ISBN 978-89-529-8283-4)
7. 2007년 3월 16일 (ISBN 978-89-529-9540-7)
8. 2007년 9월 11일 (ISBN 978-89-258-0060-8)
9. 2008년 2월 21일 (ISBN 978-89-258-0724-9)
10. 2008년 7월 15일 (ISBN 978-89-258-1625-8)
11. 2009년 1월 14일 (ISBN 978-89-258-2213-6)
12. 2009년 8월 15일 (ISBN 978-89-258-3520-4)
13. 2010년 4월 15일 (ISBN 978-89-258-4199-1)
14. 2010년 9월 29일 (ISBN 978-89-258-4977-5)
15. 2011년 2월 15일 (ISBN 978-89-258-8554-4)
16. 2011년 9월 23일 (ISBN 978-89-258-8299-4)
17. 2012년 3월 7일 (ISBN 978-89-258-7807-2)
18. 2012년 4월 25일 (ISBN 978-89-258-8189-8)
19. 2012년 10월 25일 (ISBN 978-89-258-9440-9)
20. 2013년 1월 25일 (ISBN 978-89-258-9884-1)
21. 2013년 7월 30일 (ISBN 978-89-6831-725-5)

## 웹 라디오
크게 휘두르며 ~ 여름대회편 ~의 방영을 맞아, 공식 웹사이트에서 진행되는 웹 라디오이다.
- 제목 - 니시우라 고등학교 방송실 (西浦高校放送室)
- 등장 - 요나가 츠바사 (미하시 역), 나카무라 유이치 (아베 역)
- 전송 사이트 - (일본어) 공식 웹사이트
- 기간 - 2010년 4월 1일 ~ 현재
- 게스트
  - 1,2회 - 타니야마 키쇼 (하나이 역)
  - 3,4회 - 시모노 히로 (타지마 역)
  - 5,6회 - 후쿠야마 준 (이즈미역)
  - 7,8회 - 스즈키 치히로 (사카에구치 역)
  - 9,10회 - 사토 유다이 (오키 역), 스미 켄이치로 (미즈타니 역)
  - 11,12회 - 야스무라 마코토 (스야마 역)

## 총집편 DVD
- 제목 - 베스트 오브 크게 휘두르며 ~여름의 스코어북~(ベスト・オブ・おおきく振りかぶって ~夏のスコアブック~)
- 구성 - 1CD(1화~13화) 2CD(14~26화)
- 발매일 - 2010년 3월 24일
- 시간 - 총 180분

## 같이 보기
- TBS 계열 애니메이션
- 다이쇼 야구소녀
- 메이저 (만화)
- 메이저 (애니메이션)
- 원 아웃
- 크로스 게임
- 터치
- 플레이볼
- H2